# Ingo Findenegg
Ingo Findenegg (auch Ingomar Findenegg, * 29. Jänner 1896 in Villach; † 18. Februar 1974 in Klagenfurt) war ein österreichischer Limnologe. Neben der Grundlagenforschung zur Limnologie lag sein Forschungsschwerpunkt auf der Beschreibung der Kärntner Seen. Als bedeutendster Beitrag gilt die Entdeckung und Beschreibung der Meromixis.

## Leben
Findeneggs Vater Hermann Findenegg galt als Motor der Villacher DuOeAV-Sektion. Nach seiner Mutter Berta Findenegg ist die Bertahütte benannt.
Nach Einsatz im Ersten Weltkrieg und Kriegsgefangenschaft nahm er an der Karl-Franzens-Universität in Graz ein naturwissenschaftliches Studium auf. Nach der Lehramtsprüfung 1923 war er Lehrer für Naturgeschichte, Physik und Mathematik, unter anderem am Klagenfurter Bundesgymnasium. Seine Dissertation über Turbellarien (approbiert 1927) führte ihn zu seinen Hauptforschungsgebieten der Hydrobiologie und der Kärntner Seen. Seine genauen Untersuchungen zeigten bedeutende Widersprüche zur herrschenden Lehrmeinung über Schichtung und Zirkulation der Kärntner Seen. Insbesondere entdeckte er den meromiktischen Seentyp, der im jahreszeitlichen Rhythmus keine vollständige Umschichtung erfährt.
1955 erfolgte die Habilitation an der Karl-Franzens-Universität sowie die dortige Berufung zum Honorarprofessor. Von 1957 bis 1967 leitete er die Biologische Station Lunz.
Findenegg bekleidete vielfältige Ehrenämter, darunter die Vizepräsidentschaft der Internationalen Vereinigung für Limnologie, das zoologische Kustodiat des Kärntner Landesmuseums, die Leitung des Klagenfurter Botanischen Gartens und die Schriftleitung der Carinthia II. Auch seine Forschungsleistung gilt als vielfältig, darunter eine Darstellung der Säugetiere in Kärnten, eine Arbeit über die Einwanderung der Bisamratte in Kärnten, den Kärntner Kuhtritt und über die Fischerei. Er gilt als Motor für die Gründung des Kärntner Instituts für Seenforschung.

## Ehrungen
- 1943 Ehrenmitgliedschaft der Universität Innsbruck
- 1951 Korrespondent bei der Zentralanstalt für Meteorologie
- 1953 Naumann-Medaille der Internationalen Gesellschaft für Limnologie
- 1971 Goldene Medaille der Landeshauptstadt Klagenfurt
- Österreichisches Ehrenkreuz für Wissenschaft und Kunst I. Klasse
- Ehrenmitgliedschaft im Naturwissenschaftlichen Verein für Kärnten
- Ehrendoktorwürde der Universität Wien